# Konār Kūh
Konār Kūh (persiska: كنار كوه, كِنَر كُّه, كِنار كوه) är en ort i Iran.   Den ligger i provinsen Bushehr, i den centrala delen av landet, 600 km söder om huvudstaden Teheran. Konār Kūh ligger 30 meter över havet och antalet invånare är 327.
Terrängen runt Konār Kūh är platt. Runt Konār Kūh är det glesbefolkat, med 15 invånare per kvadratkilometer. Närmaste större samhälle är Bandar-e Deylam, 12,6 km sydväst om Konār Kūh. Trakten runt Konār Kūh är ofruktbar med lite eller ingen växtlighet.